# Jurkowce (rejon mohylowski)
Jurkowce (ukr. Юрківці, ros. Юрковцы, rum. Iurkivți) – wieś na Ukrainie, w obwodzie winnickim, w rejonie mohylowskim, nad rzeką Serebryją.
W Jurkowcach znajduje się przystanek kolejowy Sulatyćka, położony na linii Żmerynka – Mohylów Podolski.

## Historia
W czasach Rzeczypospolitej wieś leżała w województwie podolskim, w powiecie latyczowskim. Założona została na grantach starostwa barskiego. Posesorami byli Mytkowie (wg. lustracji z 1569) i księżna Radziwiłłowa (wg. lustracji z 1616). Później była własnością Dzieduszyckich, a od połowy XVIII w. do 1917 Sulatyckich. Odpadła od Polski w wyniku II rozbioru.
W XIX i w początkach XX w. położone były w Rosji, w guberni podolskiej, w powiecie mohylowskim. Znajdował się tu wówczas pałacyk w stylu włoskim z ogrodem dworskim i kaplicą katolicką. W 1845 powstała tu jedna z pierwszych na Podolu fabryka mączki cukrowej, zaopatrywana przez wielką plantację buraków cukrowych. Jurkowce znane były wówczas także z win, wytwarzanych z winogron z tutejszej winnicy. Do majątku należały ponadto kopalnia fosforytów, pięć młynów wodnych i duże magazyny zbożowe.
Po I wojnie światowej w Związku Sowieckim. Od 1991 na niepodległej Ukrainie.